# Ardagh
Ardagh (in irlandese Ardach) è una località della Repubblica d'Irlanda. Fa parte della contea di Longford, nella provincia di Leinster.